# Joop van Meggele
Joop van Meggele es un deportista neerlandés que compitió en vela en la clase Flying Dutchman. Ganó una medalla de plata en el Campeonato Mundial de Flying Dutchman de 1957.

## Palmarés internacional
| Campeonato Mundial | Campeonato Mundial | Campeonato Mundial | Campeonato Mundial |
| Año                | Lugar              | Medalla            | Clase              |
| ------------------ | ------------------ | ------------------ | ------------------ |
| 1957               | Rímini (Italia)    | Medalla de plata   | Flying Dutchman    |